# Кокода (язык)
Кокода (Kasuweri, Kokoda, Komudago, Nebes, Oderago, Samalek, Tarof) — находящийся под угрозой исчезновения папуасский язык, на котором говорит народ кокода (самалек), проживающий на полуострове Чендравасих: северо-западное побережье залива Макклуер, к востоку от города Иванватан, а также в округе Соронг провинции Западное Папуа в Индонезии.
У кокода есть диалекты касувери (комудаго), негри-бесар (негери-бесар) и тароф. Вюрм и Хаттори считают касувери и тароф отдельными языками. Комудаго и тароф более близки друг к другу. Сходство в лексике: 60% с кемберано; диалект касувери на 86% с диалектом тароф; негри-бесар на 82% с тароф.